# Olimpo (duque)
Olimpo (em latim: Olympus) foi oficial administrativo bizantino do século VI, ativo no reinado do imperador Anastácio I (r. 491–518). Nativo de Cesareia Marítima, na Palestina, foi nomeado em 516 como duque da Palestina por Anastácio I, que enviou-o à província para depor o patriarca hierosolimita Elias I (r. 493–516), que havia se recusado a entrar em comunhão com o patriarca antioqueno Severo I (r. 512–538). Olimpo nomeou em 1 de setembro João III (r. 516–524) como sucessor de Elias. Olimpo permaneceria em ofício na Palestina até sua substituição por Anastácio.